# Tommy Adams
Tommy Adams, né le 15 janvier 1980, à Woodbridge, en Virginie, est un ancien joueur américain de basket-ball. Il évolue au poste d'arrière.

## Palmarès
- Joueur de l'année Mid-Eastern Athletic Conference 2002